# Politique étrangère de la Russie de 1991 à 2008
Cet article reprend l'ensemble des éléments composant la politique étrangère de la Russie entre 1991 et 2008.
Déjà amorcé durant le second mandat de Boris Eltsine (de 1996 à 1999) et poursuivi de manière plus significative par son successeur Vladimir Poutine, le redressement de la diplomatie russe, après la période de confusion qui suit le démembrement de l'Union soviétique, s'est surtout basé sur un réalisme politique dont les principales préoccupations se rapportent aux intérêts nationaux de la Russie. La volonté des dirigeants russes de recouvrer l'ancien prestige de leur pays en termes de superpuissance est l'un des points les plus marquants en ce début du  XXIe siècle. Après la chute de l'URSS, la Russie s'est engagée dans plusieurs conflits : guerre civile du Tadjikistan (1992-1997), conflit en Ossétie du Nord de 1992, guerre du Dniestr (1992), première guerre de Tchétchénie (1994-1996), invasion du Daghestan (1999), seconde guerre de Tchétchénie (1999-2009), deuxième guerre d'Ossétie du Sud (2008).

## L'Union soviétique avant sa dislocation

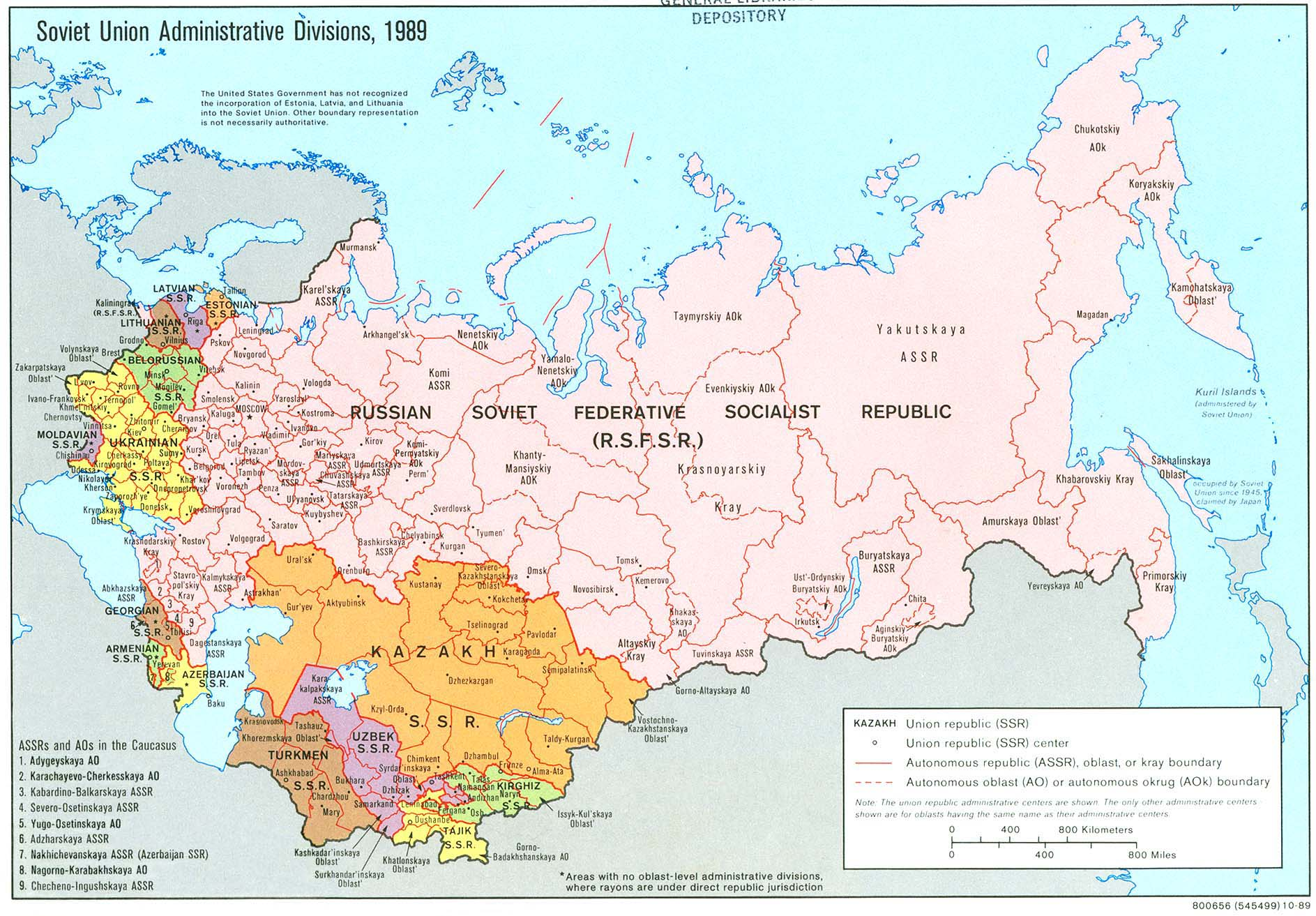
Carte montrant les dernières divisions administratives des républiques de l'URSS (1989) avant son effondrement (1991).

Durant la guerre froide (1945-1991), l'Union soviétique fut une superpuissance. La Russie, la Biélorussie, l'Ukraine, la Moldavie, la Géorgie, l'Arménie, l'Azerbaïdjan, le Kazakhstan, le Turkménistan, l'Ouzbékistan, le Tadjikistan, le Kirghizistan, la Lituanie, la Lettonie et l'Estonie étaient alors les 15 républiques socialistes soviétiques fédérées au sein de l'URSS. Il en sera ainsi jusqu'en 1991, lors de la dissolution de l'Union soviétique.

### Conséquences de l'échec des réformes en Union soviétique entre 1989 et 1991
Sur le plan intérieur, depuis 1986, avec la perestroïka (« restructuration ») et la glasnost (« transparence »), Mikhaïl Gorbatchev avait tenté de réformer le régime et l'état en passant à une nouvelle forme de « socialisme à visage humain », mais, plus de vingt ans après l'étouffement du printemps de Prague et des espoirs qu'il avait suscité y compris en URSS, l'impatience des nouvelles générations d'un côté et l'opposition de la hiérarchie militaro-politique de l'autre n'offraient plus les conditions de réussite d'une voie moyenne, comme l'avait d'ailleurs déjà analysé par avance, dès 1970, le dissident Andreï Amalrik dans son ouvrage L'Union soviétique survivra-t-elle en 1984 ?.
Sur le plan international, en 1989, l'URSS commençait à perdre la guerre froide avec le retrait des troupes soviétiques de l'Afghanistan (25 février 1989), l'ouverture du rideau de fer et la chute du mur de Berlin (9 novembre 1989) qui rendent possibles la réunification allemande (12 septembre 1990).
En juin 1990, Eltsine, président du Soviet suprême de la RSFS de Russie déclara la souveraineté de la Russie. En août 1991, le Putsch de Moscou, mené par des membres conservateurs du gouvernement communiste, opposés aux réformes démocratiques de Gorbatchev, montra à quel point le pouvoir central soviétique s'était fragilisé. Le complot échoua en grande partie grâce à l'intervention de Eltsine et des réformistes qui ont ainsi renforcé leur poids dans la lutte d'influence au sein du Soviet suprême.
Au cours de l'été et de l'automne 1991 les républiques constituantes de l'URSS proclamaient, l'une après l'autre, leur indépendance sans que le président soviétique Gorbatchev n'envisage de s'y opposer par la force. En novembre 1991, Eltsine publia un décret qui interdisait les activités du Parti communiste de l'Union soviétique sur le territoire de la RSFS de Russie. Seul survécut à l'échelle fédérale le KGB qui, même fragmenté entre les nouvelles républiques indépendantes (mais il était déjà organisé par républiques auparavant) et même en changeant de dénominations, sauvegarda sa cohérence et son influence, sauf dans les trois pays baltes dont l'annexion par l'URSS en 1940 n'avait jamais été reconnue par l'Organisation des Nations unies et par les États-Unis.

## La dislocation de l'Union soviétique

### En 1991
- États membres ;
- États participants[N 3],[N 4] ;

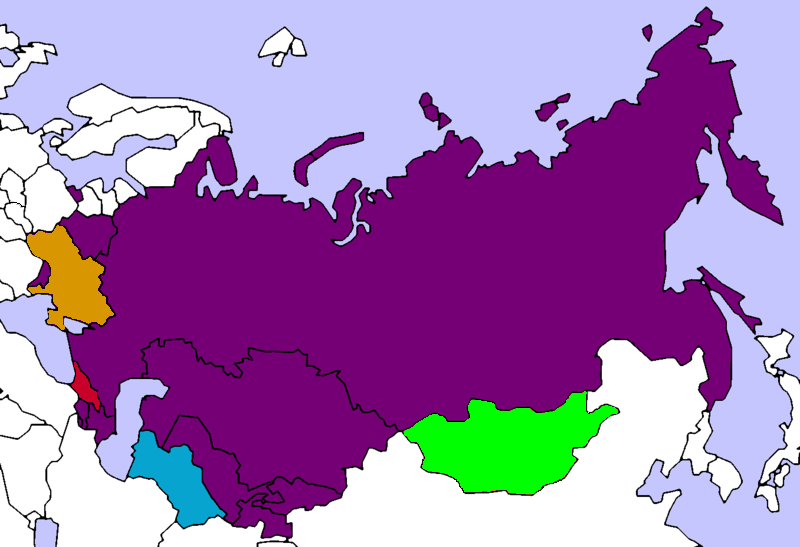
Communauté des États indépendants :
États membres ;
États participants, ;
États associés ;
États observateurs ;
Anciens États membres.

Lors de la fragmentation de l’Union soviétique, la situation économique, politique et militaire réelle, aussi bien en Russie que dans les autres anciennes républiques soviétiques, apparaît au grand jour, en grande partie en raison de la glasnost:
- la position constitutionnelle de jure du Parti communiste de l'Union soviétique comme « parti unique et organe dirigeant de l’état », interdisant de facto la constitution d’associations, syndicats ou autres structures sociales indépendantes du pouvoir, et imposant un courant de l’autorité et de légitimité » (souveraineté), allant du sommet (le Soviet suprême) vers la base (les autres structures du Parti, les soviets locaux, les institutions, les entreprises, les citoyens)… ;
- une logistique policière massive de surveillance et répression de la société civile, articulée autour du KGB, actif par la censure, l’écoute aléatoire et sans aucun contrôle juridique des conversations téléphoniques, l’ouverture du courrier, le quadrillage territorial, institutionnel et professionnel systématique du pays, la pratique courante d’arrestations arbitraires, de tortures en cours d’interrogatoire et d’internement psychiatrique et de déportation des citoyens arrêtés, avec ou sans « jugement », vers les camps de travail forcé du Goulag… ;
- une stricte planification d’état sur le plan économique, ne touchant pas seulement les orientations macro-économiques et le commerce international, mais aussi tous les aspects de la production, de la distribution et de la consommation, au mépris des ressources disponibles, des possibilités techniques, de l’environnement et des besoins de la population, interdisant toute forme d’autogestion et induisant des inégalités entre la haute bureaucratie du parti, de l'État, de l'armée et de la police politique qui disposait d’un niveau de vie satisfaisant, et le reste de la population confronté à une pénurie permanente d’énergie, de denrées, de produits finis et de services (ce qui encourageait le développement d’une économie informelle, mais spéculative)[5]… ;
- un strict contrôle des activités culturelles, des médias et des droits des citoyens à l’opinion, à l’expression et au déplacement (nécessitant des autorisations et divers visas préalables pour changer d’emploi, de domicile, de résidence à l’intérieur du pays, et encore plus pour voyager hors du pays, et surtout dans les pays non-communistes).

Dans ce contexte, le pouvoir russe, ayant perdu toute légitimité communiste, ne pouvait plus guère compter que sur la crainte de menaces extérieures communes : menaces économiques (crises financières du capitalisme) et menaces politiques (impérialisme de l’OTAN, intégrisme religieux en Asie centrale ex-soviétique) pour maintenir ce qui pouvait l’être, de l’ancienne cohésion russe impériale et soviétique communiste. C’est pour remplir ce rôle que fut créée la Communauté des États indépendants (CEI) qui accompagnera leur métamorphose en « dictatures de marché ».

#### Le 8 décembre 1991
La CEI est une collectivité intergouvernementale de coopération dont l'identité politique et juridique reste incertaine. Elle a été créée par le Traité de Minsk conclu entre le démocrate Eltsine (président de RSFS de Russie), le communiste Kravtchouk (président de l'Ukraine) et le social-démocrate Chouchkievitch (président du Parlement de la Biélorussie) lors de leur réunion à la résidence de Viskouly où ils publièrent aussi au même moment une déclaration selon laquelle l'Union soviétique était dissoute. L'accord constitutif de la CEI était supposé faciliter l'accès à l'indépendance des républiques soviétiques et développer la coopération multilatérale.

#### Le 21 décembre 1991
Lors du sommet d'Alma-Ata, la CEI est élargie à  l'Arménie, à l'Azerbaïdjan, au Kazakhstan, au Kirghizistan, à la Moldavie, au Turkménistan, au Tadjikistan et à l'Ouzbékistan alors que l'Ukraine, la Russie et la Biélorussie, elles, reçoivent le statut de membres fondateurs de la Communauté. De plus, le traité d'Alma-Ata, conclu lors de ce sommet et confirmant le traité de Minsk, stipule la création de deux organes exécutifs de la CEI (le Conseil des chefs d'État et des chefs de gouvernement). Lors du sommet d'Alma-Ata, un accord fut également conclu entre les quatre puissances nucléaires de la CEI (la Russie, l'Ukraine, la Biélorussie et le Kazakhstan) sur l'instauration d'un commandement unique des forces nucléaires stratégiques. À cette occasion, les anciennes troupes soviétiques furent placées sous un commandement militaire unifié de la CEI.
Fin 1991, lors de l'auto-dissolution de l'URSS, l'armée soviétique fut répartie entre les différents nouveaux États selon l'origine ethnique des contingents, mais un commandement militaire commun à tous les membres de la CEI fut instauré au sommet d'Alma-Ata. Ce commandement unifié avait sous ses ordres l'ensemble des anciennes troupes soviétiques. Cependant, seule la Russie garde le contrôle des armements nucléaires et stratégiques, ainsi que de 90 % des flottes et des escadres aériennes soviétiques ; elle conserve ses bases militaires dans de nombreuses villes de l'ex-URSS comme par exemple Sébastopol, Batoumi (ports et arsenaux), Tiraspol (arsenal, usine d'armements) ou Baïkonour (cosmodrome).
Les autorités fédéralistes ne peuvent pas étudier les droits de l'homme

#### Le 24 décembre 1991
La Russie est reconnue par les Occidentaux comme État continuateur de l'Union soviétique et lui succède au Conseil de sécurité des Nations unies.

#### Le 25 décembre 1991
Gorbatchev, alors encore président de jure, démissionne de son poste après qu'Eltsine a proclamé d'autorité, lors d'une séance au Parlement, la dissolution de l'Union soviétique et l'indépendance de facto de la Russie qu'il dirige désormais. Gorbatchev démissionne aussi de son poste de secrétaire général du Parti communiste de l'Union soviétique, puis transmet à Eltsine, président de la Russie, le contrôle de l'armement nucléaire. Le même jour, la RSFS de Russie change de nom et devient officiellement la fédération de Russie.

#### Le 26 décembre 1991
Le Soviet suprême se réunit pour la dernière fois et dissout formellement l'Union soviétique et son Parti communiste.

## Les actions russes en vue de conserver ou retrouver son influence dans son «étranger proche»

### En 1992
Les forces soviétiques stationnées dans les pays du Bloc de l'Est : Allemagne orientale, Hongrie, Pologne, Tchécoslovaquie, Roumanie, Bulgarie, dans les trois anciennes républiques soviétiques de Lituanie, de Lettonie et d'Estonie, ainsi qu'en Mongolie et à Cuba, commencèrent leur retrait en 1992.
Le chaos afghan, instauré par la multiplication des mouvements de résistance anti-communistes financés et armés par la CIA et les pays du Golfe, mouvements dont beaucoup étaient islamistes, se propage au Tadjikistan, provoquant l'envoi de la 201e division d’infanterie russe sur les flancs du Pamir sous la bannière de la CEI. Les accrochages entre gardes-frontières russes et rebelles sont nombreux au cours des années suivantes. Un cessez-le-feu a été signé en 1997 après que des dizaines de milliers de personnes eurent péri dans les violences.
La guerre du Haut-Karabagh oppose les Arméniens de l'Artsakh et d'Arménie au gouvernement azerbaïdjanais qui tente d'abolir leur autonomie territoriale.
La Russie négocie avec la Moldavie, sa région sécessionniste russophone de Transnistrie et l'Ukraine un droit de libre passage pour la XIVe armée russe qui à cette occasion est transférée de la capitale moldave, Chişinău, à la capitale transnistrienne, Tiraspol.
Le premier mandat d'Eltsine est marqué par une volonté de rattacher la Russie au système économique mondial. Pour y parvenir, une stratégie de rapprochement avec l'Europe occidentale, et, surtout avec les États-Unis est déployée : la Russie adhère au Fonds monétaire international et à la Banque mondiale ; elle entame une coopération rapprochée avec l'OTAN et l'ONU (participation à la FORPRONU, la Force de protection des Nations unies) en ex-Yougoslavie, signature d'accords visant la réduction des armements et l'interdiction des armes chimiques.

#### Durant le mois de janvier 1992
En janvier 1992, l'équipe de la communauté des États indépendants de football était une équipe constituée des meilleurs footballeurs de la CEI, qui regroupait 12 anciennes républiques soviétiques ayant accédées à l'indépendance après la chute de l'URSS. L'équipe était un symbole de l'unité politique de la CEI.

#### Le 28 janvier 1992
Dans un discours sur l'état de l'Union, George Herbert Walker Bush déclare : « Grâce à Dieu, les États-Unis ont gagné la guerre froide ; un monde jadis divisé en deux camps armés reconnaît aujourd’hui la supériorité d’une seule puissance : les États-Unis ; cette constatation n’inspire aucune peur car le monde a confiance en notre nation et il a raison. »

#### Le 2 mars 1992
Des affrontements opposent les troupes moldaves à la XIVe armée russe commandée par le général Alexandre Lebed et renforcée de milices transnistriennes et de cosaques russes, pour le contrôle du nœud ferroviaire de Bender (Tighina) et de la centrale hydroélectrique de Dubăsari sur le Dniestr : victoire russe, la région sécessionniste russophone de Transnistrie, comportant 80 % du potentiel industriel moldave, échappe de facto au contrôle de jure de la Moldavie.

#### Le 13 mars 1992
Un accord sur le partage de la dette extérieure de l'ex-Union soviétique (notamment Russie : 61,4 %, Ukraine : 16,37 %) est conclu.

#### Le 20 mars 1992
La force collective de maintien de la paix de la CEI est créée à Kiev. Entre 1992 et 1993, les Russes interviendront, sous ce couvert, en Transnistrie, en Abkhazie, en Ossétie du Sud et au Tadjikistan, pour empêcher respectivement la Moldavie et la Géorgie de contrôler ces territoires leur appartenant de jure, et pour empêcher les islamistes tadjiks de prendre le pouvoir dans ce pays.

#### Le 5 mai 1992
La crise diplomatique entre la Russie et l'Ukraine à propos de la Crimée débute.

#### Le 15 mai 1992
Six États sur onze (la Russie, la Biélorussie, le Kazakhstan, l'Arménie, le Tadjikistan, le Kirghizistan, l'Ouzbékistan) signent à Tachkent un traité de sécurité collective.

#### Durant le mois de juin 1992
L'équipe de football de la CEI fut remplacée officiellement par l'équipe de Russie (voir 1992 en football).

#### Le1erjuillet 1992
Des troupes russes, géorgiennes et sud-ossètes de la mission JPKF de maintien de la paix de la CEI sont déployées en Ossétie du Sud pour mettre un terme aux combats opposant depuis 1989 les indépendantistes de l'Ossétie du Sud aux forces gouvernementales de la Géorgie.

#### Le 29 juillet 1992
Une force trilatérale de la mission PKF de maintien de la paix (russe, moldave, ukrainienne, et transnistrienne) est déployée sur la ligne de démarcation moldo-transnistrienne pour mettre fin aux combats opposant depuis novembre 1991 les séparatistes transnistriens aux forces moldaves.

### En 1993
Le commandement militaire unifié de la CEI est officiellement aboli. Moscou propose alors la mise en place de quatre « zones de sécurité » sur le territoire de la CEI, tandis que sont relancées les propositions destinées à coordonner l’activité des services de sécurité des membres de la Communauté.
La Charte de la CEI a été adoptée et ratifiée par sept membres de la communauté (Russie, Biélorussie, Arménie, Kazakhstan, Tadjikistan, Ouzbékistan et Kirghizistan). Cependant, l’unité politique de la CEI se révèle difficile à construire car l'Ukraine et le Turkménistan refusent d’accepter la Charte.
L’unité économique de l’organisation est affaiblie par la mise en place de douanes entre les républiques. De nouvelles négociations avec la Russie, premier fournisseur de l’ex-URSS, s’ensuivent ; celle-ci exige d’importants réajustements des prix préférentiels alors en cours, ce qui plonge les autres États membres dans la récession.
Face à la politique économique décidée à Moscou, certains membres de la Communauté veulent obtenir l’autonomie monétaire. Ainsi, le Kirghizistan, ignorant les procédures de la CEI sur l’introduction de devises, émet sa propre devise, le som, ce qui favorise l’abandon par les autres républiques du rouble comme monnaie commune.
La fédération de Russie et les États-Unis signèrent le traité START II. Ce traité prévoit une réduction des arsenaux stratégiques au terme de laquelle chaque partie ne devra pas disposer de plus de 3 500 têtes nucléaires stratégiques.

#### Durant le mois de juillet 1993
Le déploiement d'une mission de l'ONU et de troupes russes d'interposition a lieu en Abkhazie pour mettre fin aux combats opposant depuis avril 1991 les indépendantistes abkhazes aux forces gouvernementales géorgiennes.

#### Le 24 septembre 1993
La Russie, la Biélorussie, le Kazakhstan, l'Arménie, le Tadjikistan, l'Ouzbékistan, le Kirghizistan, la Géorgie signent à Moscou un accord-cadre d'union économique (l'« Union eurasiatique du charbon et du métal »)  dans le but de développer la coopération économique et commerciale (l'Ukraine et le Turkménistan s'y sont associés). On appela dès lors la CEI comme une « Union énergétique ». Le 15 avril 1994, la Moldavie adhère à l'« Union eurasiatique du charbon et du métal ». Mais l'initiative resta lettre morte.

#### Le 23 octobre 1993
La Géorgie a été contrainte de demander l'adhésion à la CEI sous la menace d'une invasion militaire russe à partir de l'Abkhazie et de l'Ossétie du Sud, déjà contrôlées de facto par la Russie.

### Au début de l'année 1994

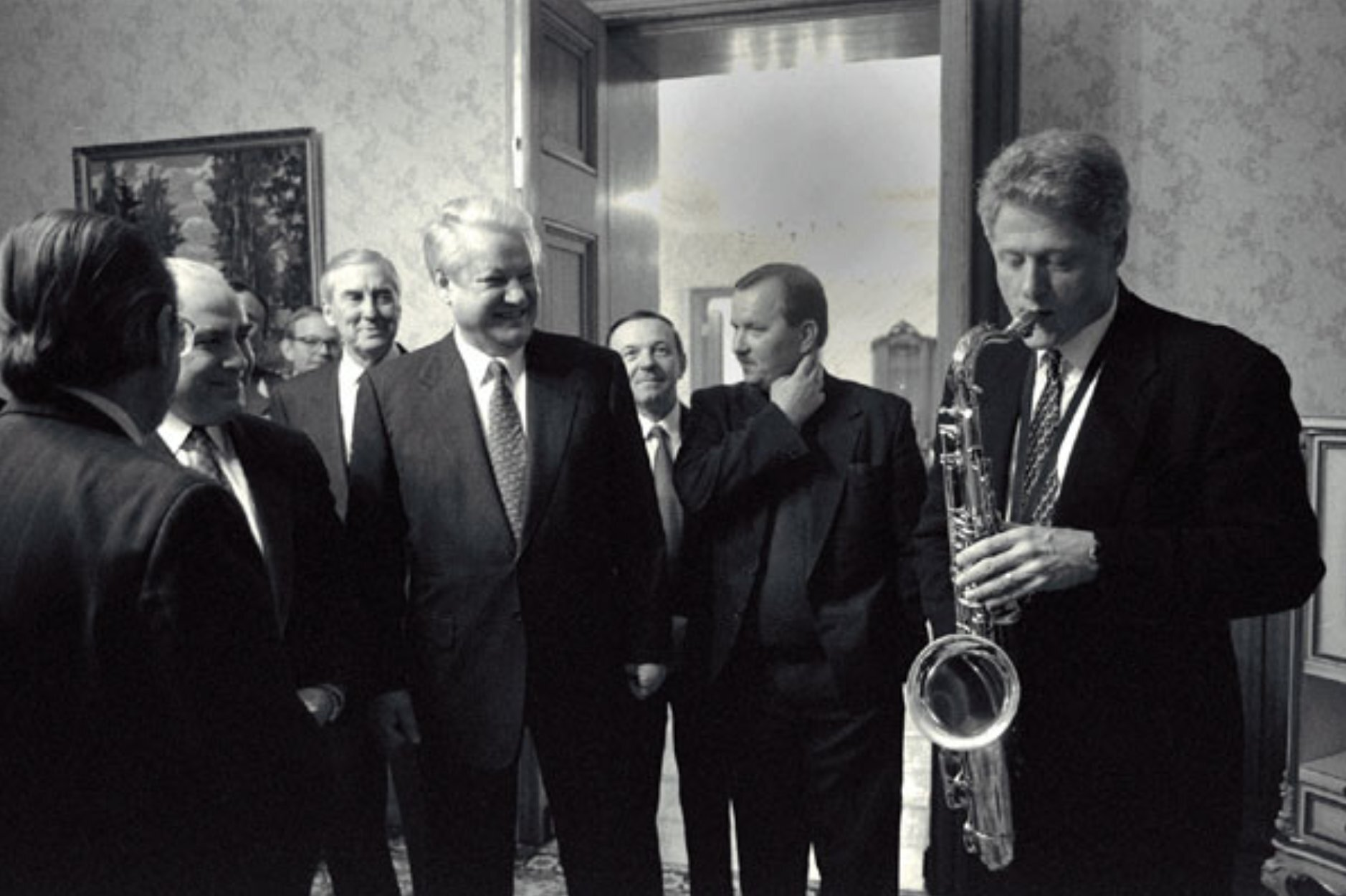
Bill Clinton et Boris Eltsine, le 13 janvier 1994.

Les dernières troupes ex-soviétiques basées en Allemagne orientale, en Hongrie, en Pologne, en Tchécoslovaquie, en Roumanie, en Bulgarie, en Lituanie, en Lettonie, en Estonie, en Mongolie et à Cuba terminent leur retrait.

#### Le 14 mai 1994
Après la reprise des combats en Abkhazie, un nouvel accord est conclu le 14 mai 1994, la CEI déploie sa force à la frontière géorgeo-abkhaze. Bien que la mission ait pour mandat de remplacer les troupes russes sur le terrain, celles-ci demeurent encore à ce jour le principal intervenant. Ces forces sont stationnées. Cette mission est réalisée en concert avec la mission MONUG de l'ONU.

#### Le 24 avril 1994
Le Comité inter-étatique économique, première structure supranationale dans la région, est créé, son siège est à Moscou.

## Les immobilismes de la CEI

### Fin de l'année 1994
Entre 1994 et 1999, la CEI comme telle est peu active : les actions et instruments de coopération ad hoc se multiplient et sont à géométrie variable selon les circonstances.

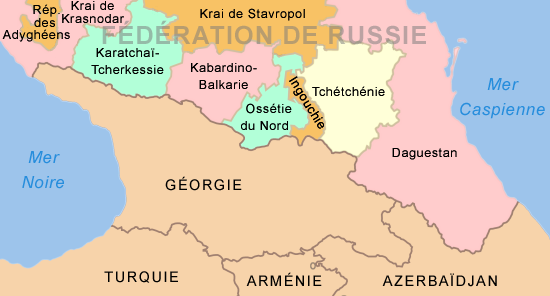
Carte de la Ciscaucasie.

Ainsi, face à la faiblesse économique de la CEI, certains pays issus de l'ex-URSS avaient émis des initiatives pour créer des unions plus poussées et plus dynamiques au sein de l'espace post-soviétique. Une partie des républiques de la CEI, conduite par notamment la Russie, le Kazakhstan, la Biélorussie, l'Ukraine et le Kirghizstan ont donc plaidé pour un niveau de rapprochement plus important que celui atteint au sein de la CEI. En effet, une proposition faite par le président kazakh Nazarbayev envisageait la création d'une Union eurasiatique mais cette proposition ne fut jamais adoptée.
Malgré les succès russes dans les anciennes républiques ex-soviétiques, en Russie même l'armée russe s'embourbe dans la première guerre de Tchétchénie, qui, de plus, remet en cause le pouvoir unificateur de la Russie.
La CEI ne parvient pas à mettre fin au conflit opposant l’Arménie à l’Azerbaïdjan à propos du Haut-Karabagh (1992-1994).

#### Durant le mois de décembre 1994
Le traité START I entre en vigueur.

### En 1995

#### Durant le mois de janvier 1995
Après une zone de libre-échange créée en 1992, une union douanière fut mise en place entre la Biélorussie et la Russie pour faciliter leurs échanges,. L'Union douanière était à la base réservée à la Russie et à la Biélorussie. Le Kazakhstan adhérera à l'union douanière par la suite.

#### Le 26 mai 1995
La Russie, la Biélorussie, le Kazakhstan, le Kirghizistan, le Tadjikistan, l'Arménie et la Géorgie signent à Minsk un traité de défense commune des frontières extérieures.

### En 1996
Cette période d'ouverture et d'optimisme caractéristique du premier mandat de Eltsine est parfois conjuguée avec la personnalité de Kozyrev, ministre russe des Affaires étrangères de l'époque, dont les objectifs étaient le développement et la revitalisation d'une économie au bord de la faillite. Cependant, comme Eltsine et son gouvernement, Kozyrev fut largement critiqué en Russie pour ses concessions face aux États-Unis : « dégradation de la fierté nationale, concessions dans la crise qui ravage l'ex-Yougoslavie, renoncement à la parité stratégique avec les États-Unis, trahison de Fidel Castro en retirant les troupes (alors encore soviétiques) basées à Cuba, abandon des 25 millions de Russes disséminés dans les autres ex-républiques soviétiques... »
Commencé en 1996, le second mandat d'Eltsine est marqué, sur le plan géostratégique, par une réduction de l'optimisme russe dans ses relations avec l'Occident. En effet, Primakov, le successeur de Kozyrev, considère que les efforts d'apaisement et de rapprochement avec l'ancien adversaire n'ont pas permis de récolter les fruits escomptés. Il privilégie donc les intérêts nationaux de la Russie et se positionne contre l'« unilatéralisme » américain (ce qui lui vaut une grande popularité en Russie). De manière générale, une ligne plus distante s'établit entre Moscou et Washington. Dans ce cadre, l'avancée de l'OTAN dans l'espace d'influence autrefois inféodé à Moscou, comme les pays baltes, est perçue comme une sorte de fer de lance anti-russe. Cette vision est appelée doctrine Primakov.
Le Kirghizistan adhérera à l'union douanière russo-biélorusso-kazakhe.
La Communauté des États intégrés, basé sur l'union douanière russo-biélorusse de 1995 et regroupant la Russie, la Biélorussie, le Kazakhstan, l'Ouzbékistan, le Tadjikistan et le Kirghizistan, est créée. Elle consistait en une union douanière destinée à renforcer les échanges entre les 6 pays membres.
Le président russe Eltsine avait invité la Bulgarie, un ancien État communiste avec lequel la Russie maintient des relations basées sur la doctrine panslave, à une adhésion au sein de la Communauté des États intégrés. Moscou n'avait fait une pareille offre à aucun autre pays, pas même à la Biélorussie. Mais les relations entre la Russie et la Bulgarie se sont alors temporairement dégradées,, ce qui mit un terme à l'initiative russe.
L'Ukraine, la Géorgie et l'Azerbaïdjan forment ce qui deviendra le GUAM, rival du Traité de sécurité collective.

#### Le 2 avril 1996
La Russie et la Biélorussie entament un processus d'union entre leurs deux États d'abord au sein de la Communauté de la Russie et de la Biélorussie.

#### Le 16 octobre 1996
L'Arménie, l'Ukraine, la Russie, la Géorgie, le Kazakhstan, la Moldavie, le Tadjikistan créent un ministère des Finances de la CEI.

### En 1997
Les tensions entre Kiev et Moscou diminuent lorsqu'un traité fut conclu. Selon ce traité, la Russie reconnaît les clauses bilatérales du traité « Paix et Amitié » confirmant l'appartenance de la Crimée à l'Ukraine, l'ancienne flotte soviétique de la mer Noire et ses installations sont partagées entre l'Ukraine et la Russie, la base navale de la flotte russe de la mer Noire est située à Sébastopol, grâce à un bail qui expirera en 2017.

#### Le 2 avril 1997
À la suite de la signature du Traité d'union, la « Communauté de la Russie et de la Biélorussie » devient l'« Union de la Russie et de la Biélorussie ».

### En 1998
Dans un contexte de privatisations hâtives et d'inflation persistante sous l'ère Eltsine, la transition économique s'est finalement traduite par une baisse substantielle du PIB, entraînant une décrépitude militaire et politique de l'ancienne superpuissance majeure, avec le gel des grands investissements et des achats militaires. La campagne dévastatrice et épuisante économiquement de la première guerre de Tchétchénie (achevée en 1996) a précipité la débâcle économique, ce qui a fragilisé encore plus la position géostratégique de la Russie. La dépression économique, qui s'ensuivit, a culminé avec une crise financière majeure et un défaut de paiement des dettes, et fut marquée par une dévaluation brutale du rouble et un endettement record.

#### Le 29 avril 1998
Berezovski est nommé secrétaire exécutif de la CEI, il est également chargé de préparer les réformes « en profondeur ».

## Les prémices d'un redressement

### En 1999
Avec la décision de l'OTAN d'intervenir militairement au Kosovo, les relations russo-américaines connaissent encore une période de froideur.

#### Le 2 avril 1999
Seuls six pays signataires sur neuf du TSC ont signé un protocole afin de renouveler le traité pour une autre période de cinq ans. En effet, l'Azerbaïdjan, la Géorgie et l'Ouzbékistan ont préféré se retirer du traité plutôt que de signer le protocole. Dans le même temps, l'Ouzbékistan a rejoint le GUAM, largement considéré comme ayant l'intention de contrer l'influence russe dans la région.

#### Le 2 décembre 1999
Le Traité de l'Union slave est ratifié par la Douma russe et Belgrade et le sera par l'Assemblée nationale de la Biélorussie le 26 janvier 2000 (date à laquelle le Traité est entré en vigueur). La Yougoslavie joua un rôle d'observateur au sein de l'Union russo-biélorusse.
La mise en place de l'Union slave a eu lieu dans un contexte de tension avec l'Occident. La Russie, la Biélorussie et la Yougoslavie ont le désir de lutter contre ce qu'ils appellent « l'expansionnisme de l'OTAN à l'Est » (notamment la Guerre du Kosovo). Cette menace va donc accélérer la mise en place d'une union concrète entre la Russie et la Biélorussie que la Yougoslavie rejoindrait plus tard.

## Le renforcement de l'influence russe

### Le 31 décembre 1999
L'arrivée de Poutine sur la scène politique russe s'insère dans la continuité d'une diplomatie crédible qui tente d'équilibrer un partenariat renforcé avec une fermeté retrouvée avec l'Occident.

### En 2000
Dans un autre ordre d'idées, la crise financière de 1998 en Russie lui a été salutaire, en ce sens qu'elle a permis à l'appareil de production de redevenir compétitif et de se remettre en marche. La hausse des prix du pétrole et les réformes économiques engagées par Poutine à partir de 1999 ont favorisé également ce rebond.
Malgré ou à cause (selon les points de vue) de la persistance de la pauvreté d'un côté, et de l'émergence de richissimes oligarques de l'autre, l'opinion publique russe est en majorité favorable aux réformes économiques et politiques de Poutine, ce qui lui procure une vaste marge de manœuvre à l'intérieur du pays, y compris en ce qui concerne la possibilité d'exercer une ingérence directe dans le fonctionnement des géants économiques russes.
Poutine, arrivé à la présidence, renforça spectaculairement l'autorité présidentielle tant sur le plan politique qu'économique, après avoir gagné durant la seconde guerre de Tchétchénie et avoir repris contrôle de la Tchétchénie, qui était en sécession depuis la chute de l'Union soviétique. Il s'ensuivit l'élaboration d'une nouvelle doctrine militaire (avril 2000) dans laquelle le renforcement de l'appareil militaire russe doit servir les intérêts géostratégiques de l'État sans se préoccuper des considérations humanitaires, des ONG ou des puissances occidentales. Cette victoire en Tchétchénie renforça le poids déjà prédominant de la Russie au sein de la CEI.
Une réforme des organes exécutifs de la CEI a été entreprise.
Par la suite, Poutine s'engagea dans les relations extérieures et fit reconnaître la Russie comme une « super-puissance » au même titre que les États-Unis, avec sa propre sphère d'influence. Ce durcissement russe présageait, alors, qu'une entente entre les États-Unis et la Russie ne serait plus basée sur la doctrine des premiers (réclamant à la Russie un « abandon des pratiques héritées de l'Union soviétique ») mais sur les conditions de la seconde.
Le traité START II fut ratifié par la Russie.

#### Le 5 octobre 2000
L'Europe orientale fut bouleversée par une vague électorale qui changea les politiques pro-russes des pays concernés en une orientation pro-européenne et pro-américaine. Dans l'ex-Yougoslavie, la « révolution des bulldozers » contre Milošević) ébranle aussi la toute-puissance des forces politiques pro-russes.

#### Le 10 octobre 2000

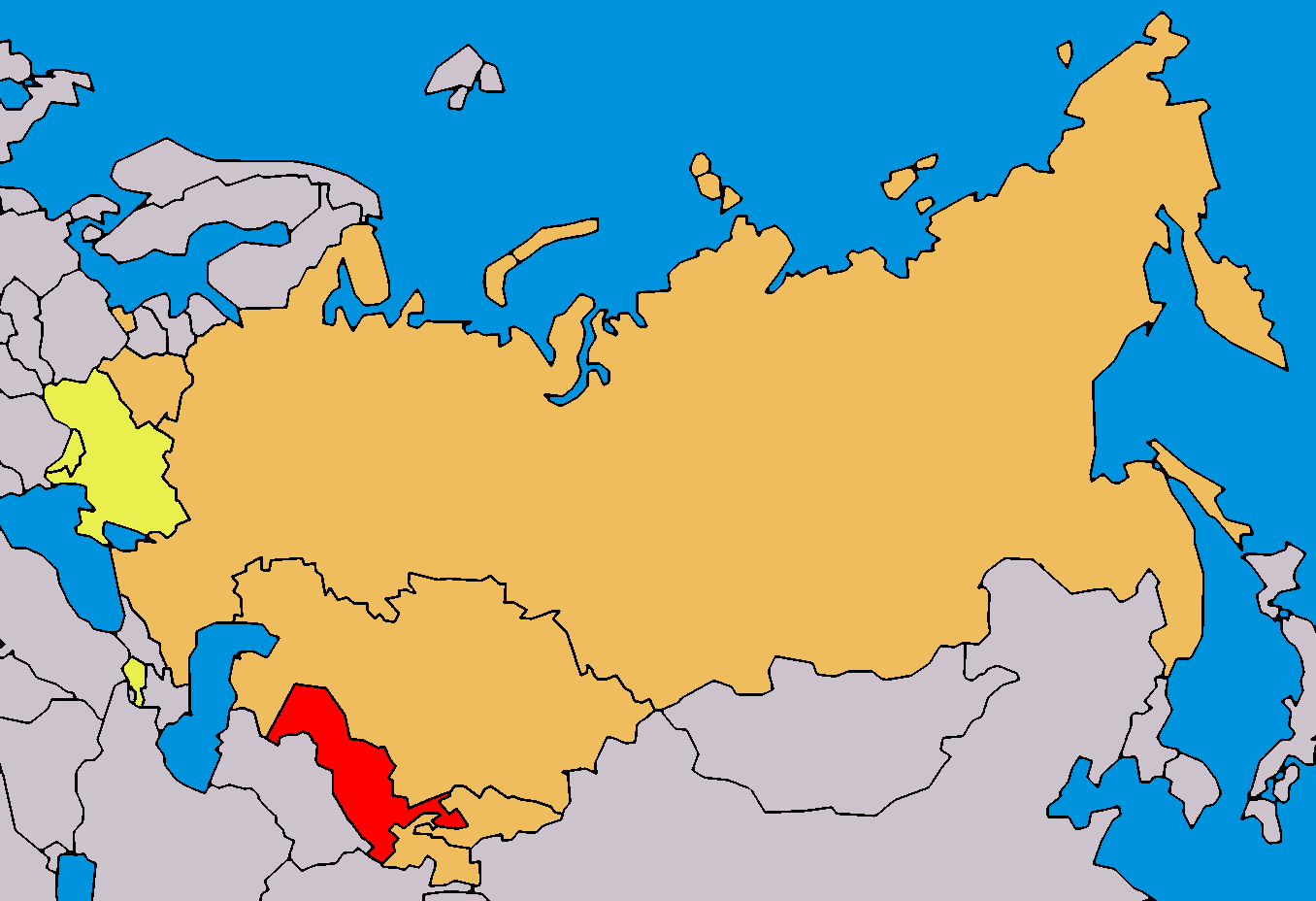
Communauté économique eurasiatique :
États membres ;
États membres auto-suspendus ;
États observateurs.

À l'occasion des réformes en profondeur de la CEI, sur base de la Communauté des États intégrés, est créée la Communauté économique eurasiatique (Eurasec). L'Eurasec avait pour objectif d'effacer les échecs de la CEI, de former un véritable marché commun, de contrecarrer les défis de la mondialisation et de reprendre le processus d'intégration au sein de la CEI.

### En 2001

#### Le 11 septembre 2001
Les attentats du 11 septembre 2001 contre les États-Unis ont transformé la donne géostratégique pour la Russie et ont donné une impulsion à l'établissement de relations plus rapprochées entre la Russie et les États-Unis. Le soutien de la Russie à la guerre contre le terrorisme établit un climat de coopération ainsi qu'une nouvelle alliance entre les deux puissances. Une perception commune des intérêts internationaux russes et américains permet à la Russie de revenir en force sur la scène internationale en jouant un rôle prédominant dans la lutte contre le « terrorisme » ou dans les tentatives de médiation dans les conflits complexes comme les dossiers palestinien ou iranien.
Mais ce rapprochement fut de courte durée, les tensions reprirent alors entre Washington et Moscou. Les deux rivaux commencèrent à entretenir un jeu d'influences aux périphéries de leurs domaines respectifs.

### En 2002
Le traité START II est en principe dépassé en raison des mesures de réduction unilatérales des arsenaux annoncées le 12 novembre 2001 par les présidents russe et américain : le SORT, conclu en 2002, abaisse les plafonds de START II.
Le complexe militaro-industriel russe est revenu, depuis 2002 environ, à l'avant-scène de la stratégie globale de la Russie, aussi bien dans le plan politique qu'économique. Si, durant la Guerre froide, l'URSS livrait à prix coûtant et même gratuitement de nombreux matériels aux « pays frères », la Russie le vend désormais à des pays en mesure de payer comme la Chine, l'Inde et l'Iran. Ses armes sont moins chères et commercialisées par l'agence Rosoboronexport. Elles attirent même des pays alliés des États-Unis tels que la Grèce, la Corée du Sud ou les Émirats arabes unis.

#### Le 7 octobre 2002

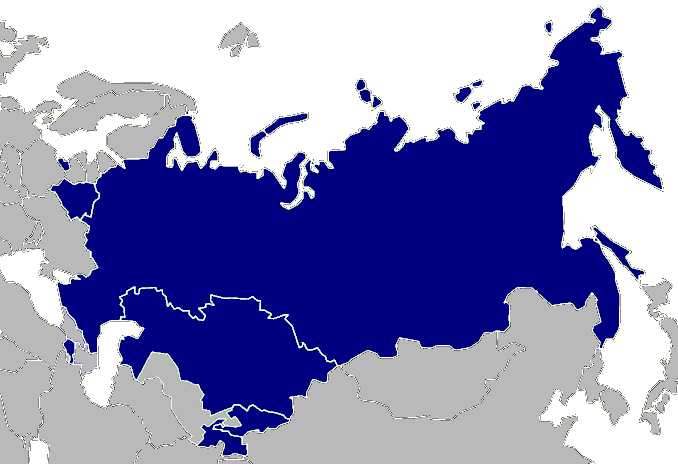
Organisation du traité de sécurité collective :
États membres ;
Anciens États membres.

Les pays signataires du TSC signèrent une Charte à Chisinau, en Moldavie. La Charte stipulait la création de l'Organisation du traité de sécurité collective (OTSC).

### En 2003
Après l'Afghanistan, les États-Unis envahissant l'Irak, renversant le gouvernement de Saddam Hussein (ces deux invasions ont alors encerclé l'Iran, alliée fidèle de la Russie) ; la Russie quant à elle soutint la politique anti-impérialiste des pays sud-américains comme notamment le Venezuela de Chávez, la Bolivie de Morales et le Nicaragua d'Ortega.
Après la Révolution des bulldozers en Yougoslavie (2000), la vague des révolutions colorées se propagea à la Géorgie (Révolution des Roses).

#### Le 18 septembre 2003
L'organisation devient effective. Très rapidement, l'OTSC est apparue comme le complément politico-militaire de l'Eurasec.

### En 2004
À l'instar de la Géorgie, la vague politique anti-russe atteint l'Ukraine (Révolution orange).

### En 2005
Après l'Ukraine, c'est le Kirghizistan qui est frappée par une révolution colorée (Révolution des Tulipes). Cette révolution a toutefois échoué à long terme car Bichkek resta dans la sphère d'influence russe.
Pour répliquer aux révolutions pro-occidentales en Europe orientale et en Asie centrale, la Russie soutient également des révolutions et des coups d'État, notamment en Afrique noire.

#### Durant le mois d'août 2005
Le Turkménistan décide de devenir État associé dans le cadre de la CEI.

### En 2006
Entre 1999 et 2005, la Russie a connu une croissance économique moyenne supérieure à 6 %.
Économiquement, si la balance commerciale russe reste structurellement excédentaire depuis la disparition de l'Union soviétique (excédent de 68 milliards de dollarsUS), les trois quarts des exportations concernent des matières premières (combustibles, minéraux et métaux).

#### Le 25 janvier 2006
Sous l'impulsion de Moscou, la Communauté économique centre-asiatique est en cours de dissolution au sein de l'Eurasec.

### En 2007
Rassuré par une économie en croissance et ayant repris le contrôle des ressources énergétiques, Poutine rompt avec la libre économie de marché. Moscou s’ingère à nouveau dans l’économie pour réorganiser le développement du territoire, y compris de la partie asiatique de la fédération de Russie. Les bénéfices provenant de l’exportation des hydrocarbures sont placés dans l’économie intérieure afin de lutter contre la pauvreté, sans crainte de relancer l’inflation. Cette politique doit néanmoins faire face à la montée du chauvinisme (à l’intérieur) et l’impérialisme américain (à l’extérieur)[réf. nécessaire].

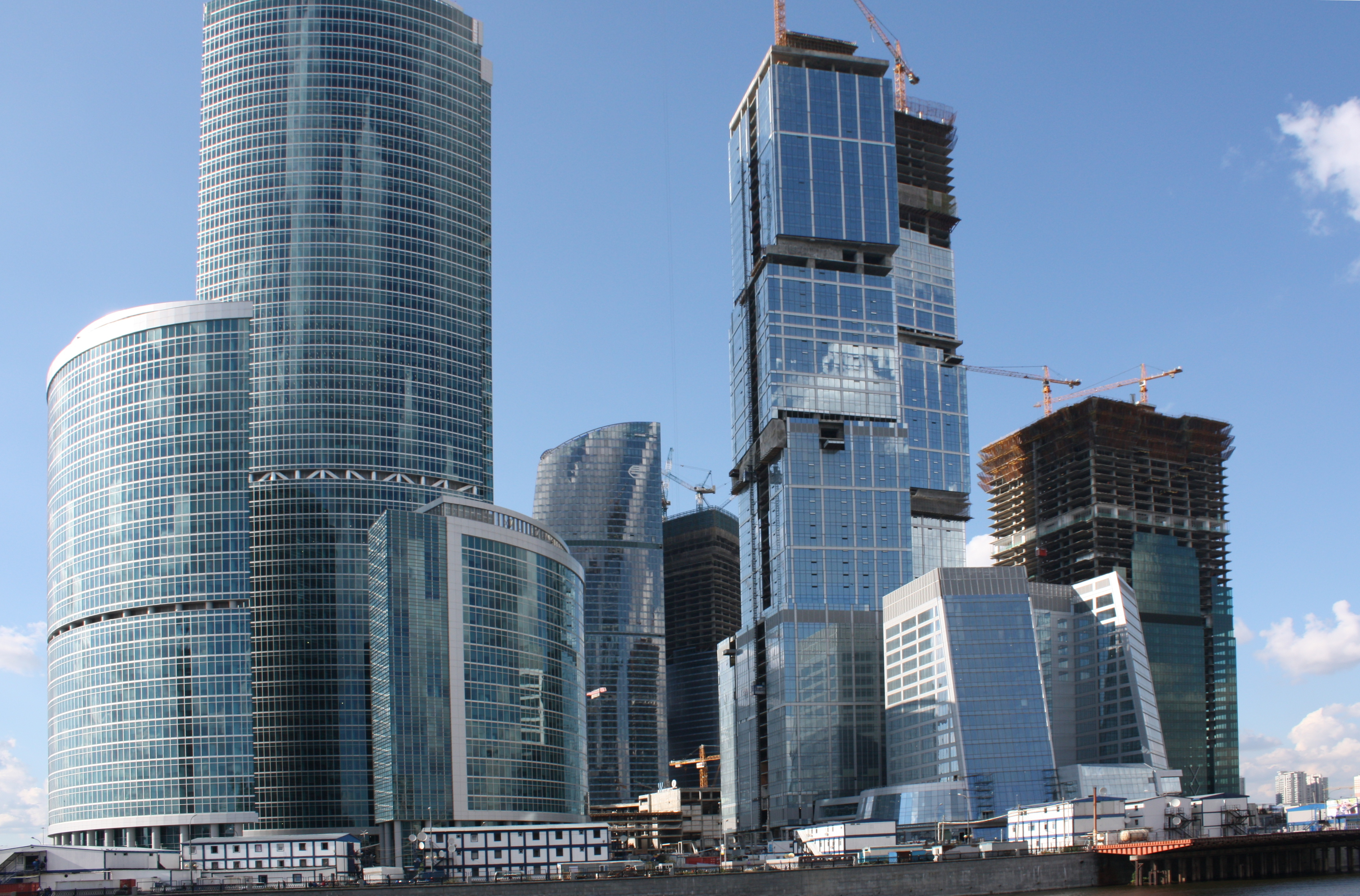
Moscou, une partie des gratte-ciels en construction à Moskva-City.

Les secteurs énergétique et militaire ne sont plus les seuls fers de lance des stratèges russes pour regagner du terrain dans le monde économique, d'autres secteurs économiques qui ont le vent en poupe (acier, aérospatiale, agro-alimentaire, etc.) prennent graduellement la relève. Les banques russes se montrent également de plus en plus friandes d'achats d'actifs en Occident. Aujourd'hui, TVEL fournit du combustible pour les centrales nucléaires de la République tchèque, de la Slovaquie, de la Bulgarie, de la Hongrie, d'Ukraine, d'Arménie, de la Lituanie, de la Finlande et de la Chine. Il y a actuellement 76 réacteurs de puissance et 30 réacteurs de recherche qui utilisent le combustible de TVEL.
La Moldavie a invité l'ONU à remplacer les forces russes de la mission PKF de maintien de la paix de la CEI présentes en Transnistrie par des observateurs civils. « Nous sommes inquiets face aux tensions qui perdurent dans la zone de sécurité (en Transnistrie), ce qui constitue une grave violation des droits civils fondamentaux. L'imperfection du mécanisme de paix existant nécessite sa transformation en mission civile multinationale jouissant d'un mandat international ».

### Le bilan en 2007
Grâce aux prix de plus en plus élevés de l'énergie qui assure une rente en devise, la demande intérieure se développe rapidement et une croissance du PIB de l'ordre de 6 à 8 % par an. L'essor économique est facilité par la remontée des cours du gaz et du pétrole qui permet un désendettement général et de grande ampleur de l'État russe (la dette publique est ramenée à 13 % du PIB fin 2007 contre 120 % en 1998), et à ce dernier de libérer des ressources budgétaires nécessaires. L'économie semble débuter lentement mais sûrement un long processus de diversification dans le cadre d'une croissance élevée dont la vigueur structurelle (très importants besoins de ré-équipement et d'investissements, explosion de la consommation) est plus ou moins protégée par la politique monétaire de la Banque centrale de Russie qui dispose des réserves de change permettant de gérer efficacement le renforcement continu du rouble (réserves de changes de 473 milliards de dollarsUS fin 2007 contre 12 milliards en 1999), et du Fonds de stabilisation issu des excédents de pétrodollars,, appelés à servir de « coussin de sécurité » dans le cas où les cours de pétrole diminueraient.
Notons cependant que malgré des fausses croyances, le secteur pétro-gazier ne représenterait que 18,9 % du PIB russe en 2007 et il doit retomber à 14,9 % en 2010, il ne peut donc pas à lui seul expliquer la vigueur actuelle de l'économie russe.
Croissance du PIB russe :
| 2000 | 2001 | 2002 | 2003 | 2004 | 2005 | 2006 | 2007 |
| ---- | ---- | ---- | ---- | ---- | ---- | ---- | ---- |
| 10,0 | 5,1  | 4,7  | 7,3  | 7,2  | 6,4  | 6,7  | 8,1  |

### Depuis 2008
L'indépendance unilatérale du Kosovo en 2008 marqua un point de rupture dans la géopolitique de la Russie.